# Bystrá (okres Stropkov)
Bystrá je obec na Slovensku v okrese Stropkov. Žije zde 16 obyvatel. První zmínka o obci je z roku 1405.

## Památky
- řeckokatolický chrám Svatého Archanděla Michaela z roku 1836 (národní kulturní památka Slovenska)
- kaplička Svaté Bohorodičky z roku 1990